# Megacoelum
Megacoelum is een geslacht van wantsen uit de familie blindwantsen. Het geslacht werd voor het eerst wetenschappelijk beschreven door Fieber in 1858.

## Soorten
Het genus bevat de volgende soorten:

- Megacoelum andromakhe Linnavuori, 1974
- Megacoelum angustulum Linnavuori, 1975
- Megacoelum angustum Wagner, 1965
- Megacoelum annulicorne Reuter, 1891
- Megacoelum apicale Reuter, 1882
- Megacoelum atripes Linnavuori, 1974
- Megacoelum beckeri (Fieber, 1870)
- Megacoelum brevirostre Reuter, 1879
- Megacoelum brunnetii Distant, 1909
- Megacoelum celebense Poppius, 1915
- Megacoelum cuneale Poppius, 1912
- Megacoelum esmedorae Ballard, 1927
- Megacoelum flagellatum Distant, 1913
- Megacoelum formosanum (Poppius, 1915)
- Megacoelum hampsoni Distant, 1904
- Megacoelum hormozganicum Linnavuori, 2004
- Megacoelum horni Poppius, 1911
- Megacoelum hottentottum (Stal, 1855)
- Megacoelum hovanum (Kirkaldy, 1902)
- Megacoelum infusum (Herrich-Schaeffer, 1837)
- Megacoelum irbilanum Linnavuori, 1988
- Megacoelum longicolle Reuter, 1905
- Megacoelum macrophthalmum Reuter, 1907
- Megacoelum madagascariense Poppius, 1912
- Megacoelum marginandum Distant, 1909
- Megacoelum minutum Poppius, 1915
- Megacoelum monticola Poppius, 1914
- Megacoelum mussooriensis Distant, 1909
- Megacoelum myrti Linnavuori, 1965
- Megacoelum oberthuri Poppius, 1915
- Megacoelum oculare Wagner, 1957
- Megacoelum pallidicorne Poppius, 1915
- Megacoelum papuanum Poppius, 1915
- Megacoelum patruum Distant, 1909
- Megacoelum pellucens Puton, 1881
- Megacoelum pervalidum Distant, 1909
- Megacoelum picturatum Distant, 1904
- Megacoelum pistaceae V. Putshkov, 1976
- Megacoelum quadrimaculatum Poppius, 1912
- Megacoelum quercicola Linnavuori, 1965
- Megacoelum relatum Distant, 1904
- Megacoelum rubrolineatus Linnavuori, 1975
- Megacoelum rufescens Poppius, 1912
- Megacoelum salsolae Linnavuori, 1986
- Megacoelum schoutedeni Reuter, 1904
- Megacoelum scutellare Poppius, 1912
- Megacoelum sordidum Reuter, 1904
- Megacoelum straminipes Distant, 1909
- Megacoelum suffusum Distant, 1904
- Megacoelum superbum Linnavuori, 1975
- Megacoelum tagalicum Poppius, 1915
- Megacoelum tibialis Distant, 1909
- Megacoelum townsvillensis Distant, 1904
- Megacoelum tricolor Wagner, 1958
- Megacoelum variabile Poppius, 1912
- Megacoelum zollikoferiae (Lindberg, 1953)